# 三星Galaxy S
三星Galaxy S是韓國三星電子在2010年3月推出的高階旗艦智慧型手機。此機搭載 1 GHz Hummingbird處理器，8－16GB內置快閃記憶體，4吋480×800像素Super AMOLED觸控屏幕剛推出市面被譽為全球最高清智能手機，五百萬像素相機。
Samsung Galaxy S被三星Galaxy S2取代。在2011年10月，三星電子宣佈他們在全球已賣出共三千萬部Galaxy S及Galaxy S II。
而Galaxy S的頭號對手是Apple iPhone 3GS和HTC Desire。

## 衍生機種
- Samsung Galaxy SL
- Samsung Galaxy S Plus
- Samsung Galaxy Player
- Samsung Galaxy S Advance
- Samsung Galaxy S Duos
- Samsung Galaxy S Hoppin
- Samsung Galaxy S Anycall

## 爭議
三星Galaxy S系列的AMOLED面板原本是自家公司不被看好的，一開始是被HTC拿來製造HTC Legend，結果意外的熱賣；但是韓國公司卻壟斷台灣的AMOLED面板貨源，然後再自行推出Galaxy S系列，引發不少爭議。